# Eucera chrysopyga
Eucera chrysopyga är en biart som beskrevs av Pérez 1879. Eucera chrysopyga ingår i släktet långhornsbin, och familjen långtungebin. Inga underarter finns listade i Catalogue of Life.